# Tetanolita fulata
Tetanolita fulata är en fjärilsart som beskrevs av Smith 1909. Tetanolita fulata ingår i släktet Tetanolita och familjen nattflyn. Inga underarter finns listade i Catalogue of Life.